# Joseph Paxton

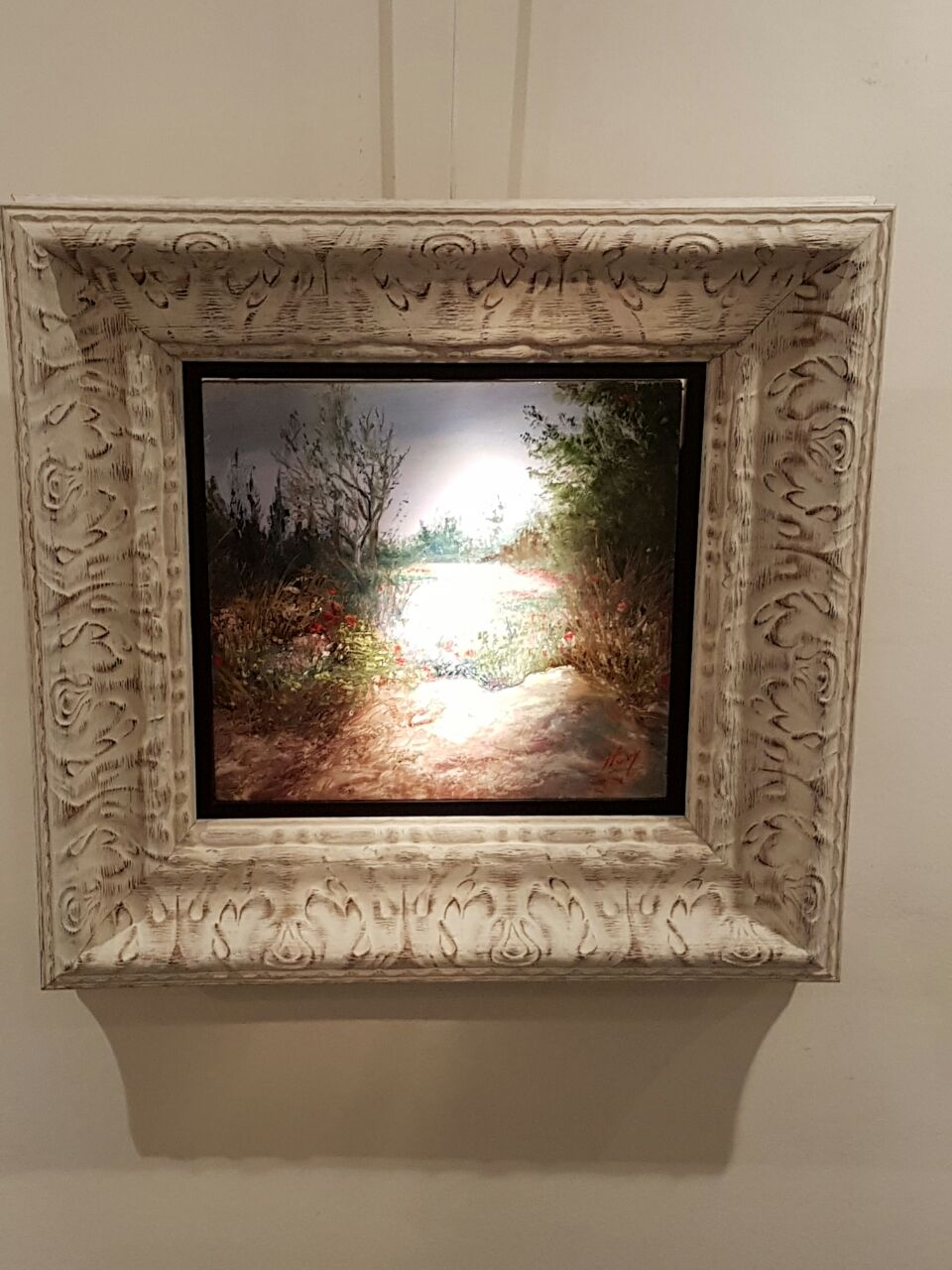
Nhà vườn của công tước Devonshire

Joseph Paxton (3 tháng 8 năm 1803 – 8 tháng 6 năm 1865) sinh ra tại Milton Bryan, Anh, là con thứ 7 của một gia đình nông dân. Ông trở thành thợ làm vườn vào năm 17 tuổi ở Battlesden. Năm 1823, ông được bổ nhiệm một chức vụ tại Hội làm vườn Chiswick, dinh thực của Công tước Devonshire ở Chiswick. Trong một lần gặp gỡ, ngài công tước đã có ấn tượng mạnh với chàng thanh niên trẻ và chỉ định Paxton đứng đầu hội những người làm vườn tại Chatsworth.
Vào năm 1832, Paxton được bổ nhiệm làm quản gia đất đai cho công tước Devonshire. Ông đã cho tạo ra các hồ nhân tạo, nhà vườn trên các vùng đất của công tước.
Từ 1836 đến 1840, ông thiết kế và xây dựng một nhà kính khổng lồ tại Chatsworth. Đó là kính lớn nhất thế giới vào thời điểm đó. Tuy nhiên, do giá thành quá đắt về sưởi ấm, công trình đó đã bị phá hủy vào năm 1923. Vào năm 1844, ông xây dựng vòi phun nước Đế chế, cao nhất châu Âu thời đó với độ cao là 280 feet (khoảng 85 mét) Ông cũng xây dựng nhà kính lớn thứ nhì thế giới cho Nữ hoàng Victoria.
Những công trình đó chính là những thử nghiệm đầu tiên cho các kĩ thuật về kết cấu kính và thép tiền chế mà Paxton là người tiên phong. Đây sẽ là những kĩ thuật mà ông sẽ sử dụng sau này ở Cung điện Thủy tinh (The Crystal Palace) tại triển lãm thế giới năm 1851. Những kĩ thuật đó được phát triển bằng những tiến bộ dựa trên việc sản xuất kính và thép cũng như tác dụng tích cực của việc giảm thuế kính.
Năm 1850, Paxton được ủy quyền bởi Nam tước Mayer de Rothschild để thiết kế tháp Mentmore ở Buckinghamshire. Đó là một trong những công trình lớn nhất được xây dựng dưới triều đại Nữ hoàng Victoria. Sau khi công trình này hoàn thành, Paxton được một người anh em họ của Nam tước Rothschild ủy quyền xây dựng Lâu đài Ferrières (Château de Ferrières) tại Ferrières-en-Brie, gần Paris. Công trình này lớn gấp đôi kích cỡ của Mentmore, cả hai vẫn còn tồn tại đến thời điểm hiện nay, năm 2006. Paxton còn xây dựng một phiên thu nhỏ khác của Mentmore tại Battlesden, gần Woburn ở Bedfordshire. Trái lại với hai công trình trên, căn nhà này được Công tước của Bedford mua rồi phá đi vì ông ta không muốn thấy một ngôi nhà lớn khác gần nhà của mình.

## Thủy tinh cung
Vào năm 1851, nước Anh dẫn đầu trong cuộc Cách mạng công nghiệp. Triển lãm thế giới năm 1851 được xem như một biểu tượng cho khả năng công nghiệp, quân sự và kinh tế của một siêu cường quốc. Qua đó, người Anh muốn chứng tỏ những kì công của mình với toàn thế giới.
Xuất phát từ ý tưởng của Hoàng thân Albert, chồng của Nữ hoàng Victoria, triển lãm được tổ chức tại công viên Hyde ở London trong một công trình có kết cấu đặc biệt. Đó là Thủy tinh cung. Công trình này được thiết kế bởi Joseph Paxton trong vẻn vẹn có 10 ngày với một số lượng khổng lồ kính và thép. Công trình tạo ra các không gian triển lãm thoả mãn cho việc trưng bày các sản phẩm khổng lồ của cuộc Cách mạng công nghiệp.
Chính từ công trình này, hình thành một vẻ đẹp mới của kiến trúc, một vẻ đẹp của thời kì công nghiệp với vật liệu mới, kết cấu mới và không gian mới.

Thủy tinh cung
Mặt đứng chính Thủy tinh cungMặt đứng chính Thủy tinh cung
Nội thất Thủy tinh cung

## Kết nối ngoài
- BBC Hình ảnh lịch sử
- Hiệp hội Joseph Paxton Lưu trữ ngày 13 tháng 2 năm 2006 tại Wayback Machine
- Joseph Paxton - Tiểu sử Lưu trữ ngày 21 tháng 8 năm 2008 tại Wayback Machine
- Eddie Richardson's page Lưu trữ ngày 23 tháng 12 năm 2008 tại Wayback Machine Sir Joseph Paxton - cây gia phải